# Agri
Agri (lat.: Aciris)  je rijeka na jugu Italije, u talijanskoj regiji Basilicata, koja izvire u Apeninima, u planini Serra di Calvello (1567 m), i nakon toka od 135 km ulijeva se u Jonsko more, Tarantski zaljev kod grada Policora.

## Vanjske poveznice
|  | Zajednički poslužitelj ima još gradiva o temi Agri |